# Noëlle Schönwald
Noëlle Schönwald kolumbijska je glumica njemačkih korijena. Najpoznatija je po ulozi Laure Torrado u telenoveli Córazon prohibido.

## Filmografija
- Los Victorinos kao Martina Manjarrés (2009.)
- El ángel del acordeon  kao Paulina (2008.)
- Love in the Time of Cholera kao Atraktivna Žena (2007.)
- Pocholo kao Natalia (2007.)
- At the End of the Spectra kao Vega (2006.)
- En los tacones de Eva kao Patricia “Woopie” (2006.)
- Tres hombres, tres mujeres (2003.)
- Francisco, el matemático kao Carmen López (2001. – 2004.)
- Cuando vuelvas de tus muertes kao Alicia Penagos (2001.)
- Marilyn y un par de ases kao Sylivia (2000.)
- Córazon prohibido kao Laura Torrado (1998.)